# Eugeen Van Mieghem
Eugeen Van Mieghem (* 1. Oktober 1875 in Antwerpen; † 24. März 1930 ebenda) war ein belgischer Maler.

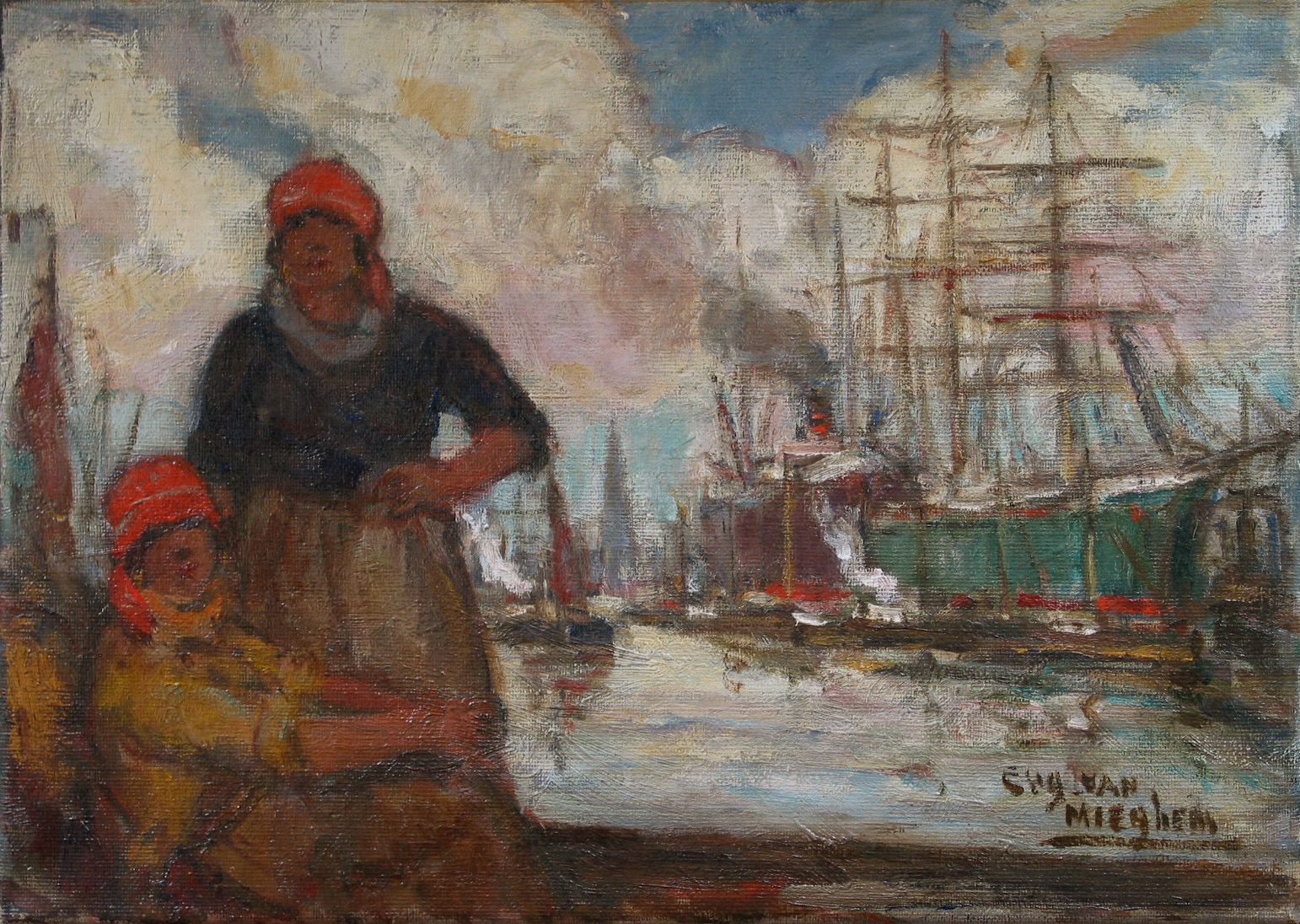
Hafenarbeiterinnen von Eugeen Van Mieghem, Öl auf Leinwand

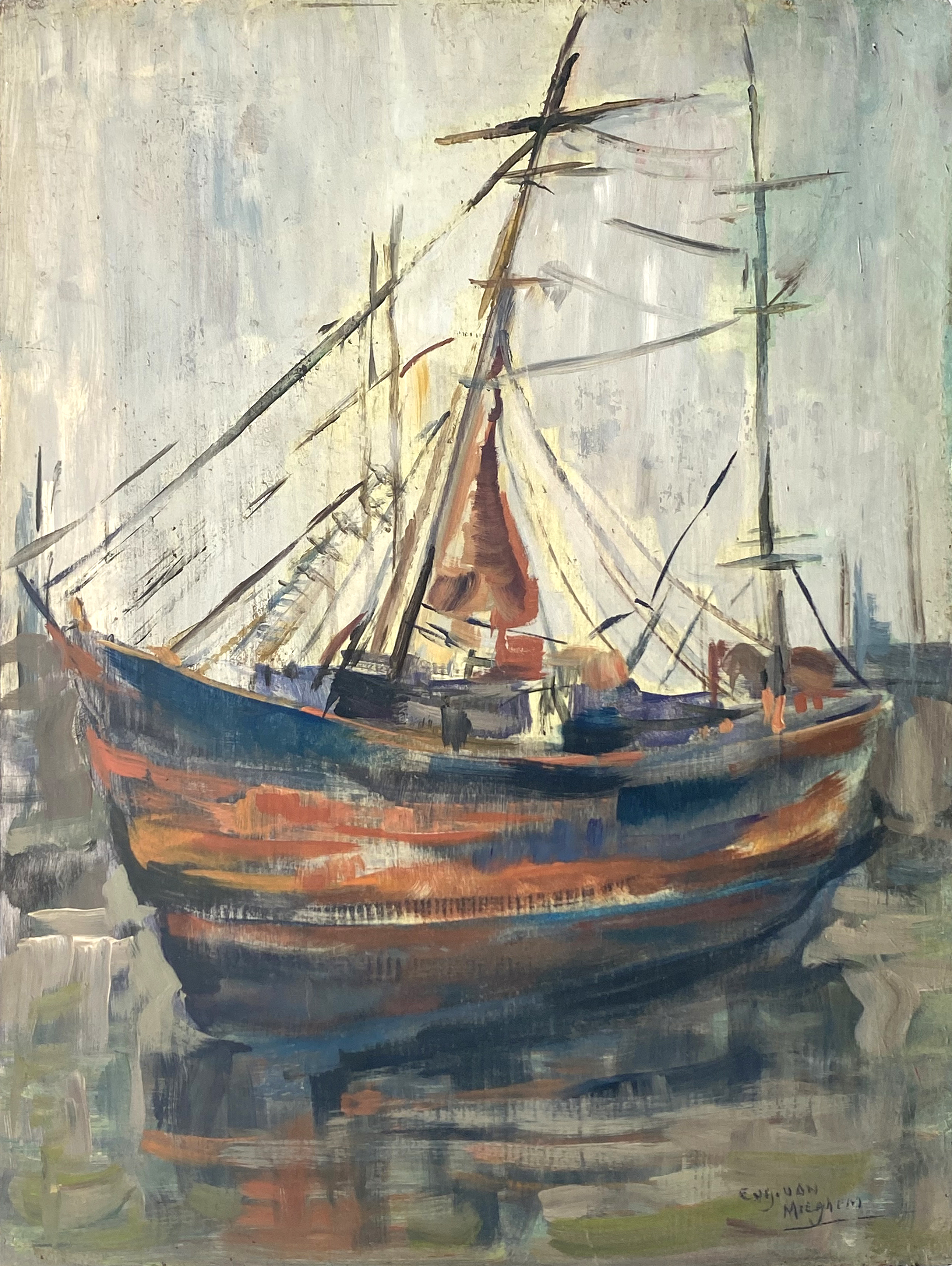
Auf dem Pier, 1910, Öl auf dem brett

Seit einigen Jahren wird das Werk Eugeen Van Mieghems von einem breiten Publikum wiederentdeckt. Eine Steinlen-Ausstellung im Picasso Museum in Barcelona bedeutete die endgültige internationale Anerkennung des Antwerpener Hafenmalers.
Van Mieghem wurde am 1. Oktober mitten im Antwerpener Hafenviertel geboren. Schon in seiner Kindheit lernte er das harte Leben an der Waterkant kennen. Sein Zeichentalent erwies sich bereits in der Volksschule. Um 1892 sah er an der Antwerpener Kunstakademie zum ersten Mal Gemälde, u. a. von Vincent van Gogh, Seurat, Meunier und Toulouse-Lautrec. In Van Mieghem wuchs ein Idealismus, dem er sein ganzes Leben lang treu blieb. Er wurde der Maler der Menschen im Hafen: der Lastenträger, der Sacknäherinnen, der Auswanderer, der Schiffer und der Obdachlosen.
1901 erlebte Van Mieghem seinen ersten Erfolg auf dem Brüsseler Salon der Künstlervereinigung La Libre Esthétique. Dort hingen seine Pastelle und Zeichnungen neben Werken französischer Impressionisten wie Claude Monet, Paul Cézanne, Camille Pissarro, Pierre-Auguste Renoir und Vuillard. 1902 heiratete er seine Jugendfreundin Augustin Pautre. Im November 1904 wurde seine junge Frau krank. Van Mieghem verewigte sie in ergreifenden Zeichnungen und Pastellen, die mit ähnlichen Werken von Rembrandt oder Ferdinand Hodler verglichen werden können. Nach dem Tod seiner Frau, ein Jahr später, war Van Mieghem so untröstlich, dass er bis 1910 nicht mehr ausstellte.
Nach seiner Einzelausstellung im Jahr 1912 im Antwerpse Koninklijk Kunstverbond wurde auch das Ausland auf Van Mieghem aufmerksam. Er nahm an Gruppenausstellungen in Köln und Den Haag teil. Im März 1919 stellte er in Antwerpen Werke aus, die im ersten Krieg entstanden waren. Diese bemerkenswerten Schöpfungen -vor allem Zeichnungen und Pastelle- stießen auf viel Anerkennung von Kunstkritikern, die sie mit denen von Steinlen, Forain und Käthe Kollwitz verglichen. Nach einem lobenden Artikel seines Freunds Willem Elsschot konnte Van Mieghem sein Kriegsoeuvre auch in einer Galerie im niederländischen Scheveningen ausstellen.
1920 wurde er Lehrer an der Antwerpener Kunsthochschule, und zwar in der Klasse Aktzeichnen. Bis zu seinem Tod im Jahr 1930 nahm er noch regelmäßig an Ausstellungen teil.

## Werk und Einfluss
Wie keinem anderen ist es Van Mieghem gelungen, das Leben und den Alltag der einfachen Hafenarbeiter bildnerisch festzuhalten. In seiner Wiedergabe der ärmlichen Umstände, unter denen sie lebten, schließt er sich eng an die Kraft und die Authentizität eines Jean-François Millet an. Ebenso wie dieser Vorläufer der sozial engagierten Kunst hat auch Van Mieghem seine Umgebung nie verlassen müssen, um Motive für seine Gemälde und Zeichnungen zu finden. Die Welt lag direkt vor seiner Haustür.